# فيرنر فوجيلز
فيرنر هانز بيتر فوجيلز (بالإنجليزية: Werner Hans Peter Vogels) (من مواليد 3 أكتوبر 1958) هو مدير التكنولوجيا التنفيذي ونائب رئيس أمازون المسؤول عن قيادة الابتكار التكنولوجي داخل الشركة. لدى فوجيلز مسؤوليات داخلية وخارجية واسعة.